# Marga Baru
Marga Baru is een bestuurslaag in het regentschap Musi Rawas van de provincie Zuid-Sumatra, Indonesië. Marga Baru telt 4950 inwoners (volkstelling 2010).